# Leitfähigkeits-Rasterkraftmikroskopie

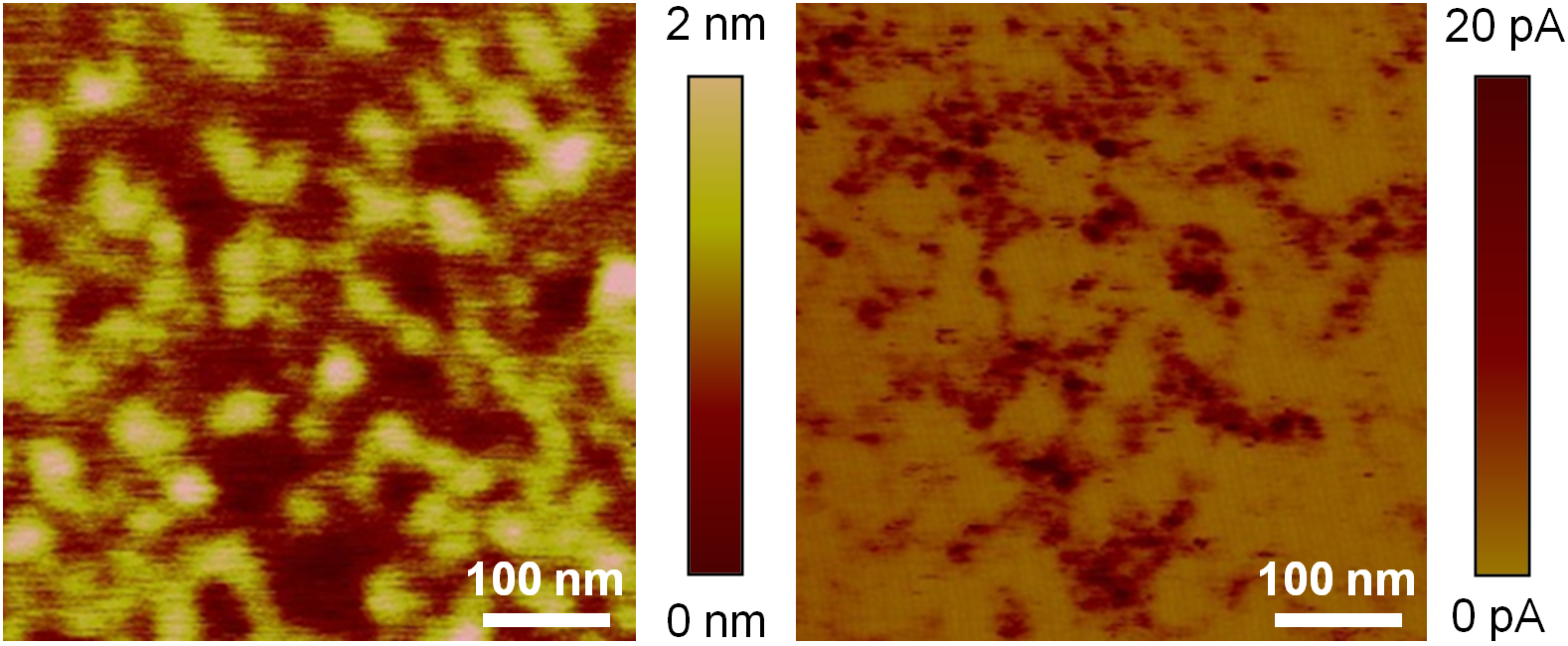
Aufzeichnung der Topographie (links) und des Stromflusses (rechts) mithilfe der CAFM an einem polykristallinen HfO_{2} Stapel. Die Bilder zeigen eine sehr gute räumliche Korrelation.

Die Leitfähigkeits-Rasterkraftmikroskopie bzw. die Strom-Spannungs-Mikroskopie (englisch current sensing atomic force microscopy, CS-AFM oder conductive atomic force microscopy, CAFM oder C-AFM) ist eine Rasterkraftmikroskopie-(AFM)-basierte Messmethode, bei der an die Probe ein Kontakt angebracht wird und die AFM-Messspitze als weiterer Kontakt genutzt wird. Während der Messung wird eine definierte Spannung zwischen den Kontakten angelegt, so dass es zu einem Stromfluss durch die Probe kommt. Dieser wird parallel zur Topographie der Probenoberfläche aufgenommen. Bei den meisten Rasterkraftmikroskopen wird CS-AFM im Kontaktmodus durchgeführt, normalerweise können Spannungen im Bereich von +10 V bis −10 V angelegt werden. Das Verfahren kommt hauptsächlich im Bereich der Materialwissenschaften zur Anwendung.
Das Verfahren wird z. T. auch mit Eigennamen der Hersteller wie TUNA (Bruker) oder ORCA (Oxford Instruments) bezeichnet.

## Elektrochemische Dehnungs-Mikroskopie
Die elektrochemische Dehnungs-Mikroskopie (englisch electrochemical strain microscopy, ESM) ist ein spezielles, um 2010 entwickeltes Verfahren aus dem Bereich der Strom-Spannungs-Mikroskopie. Hier wird zusätzlich die Auslenkung des Federbalkens bei Anlegen einer Sägezahnspannung beobachtet. Bei festen, ionisch leitenden Materialien, wie z. B. Lithium-Ionen-Leitern oder Sauerstoff-Ionen-Leitern (z. B. Samarium-dotiertes Cerdioxid) kann bei Anlegen einer Spannung an die Messspitze eine lokale Dehnung oder Stauchung der Probenoberfläche im Pikometer-Bereich gemessen werden, je nachdem, ob mobile Ionen von der Spitze angezogen oder abgestoßen werden. Unter Berücksichtigung lokaler Aufladungseffekte, die ebenfalls zu einer Auslenkung des Federbalkens führen können, kann mittels ESM Aufschluss über lokale Ionentransportprozesse einer Probe gewonnen werden, insbesondere wenn es sich um ein kristallines Material handelt, das den Vegardschen Regeln gehorcht. Das Verfahren wurde aber auch bereits angewendet um den Ionentransport in organischen Halbleitern oder lithiumionenleitenden Elektrolyten aus Polymeren und Partikeln zu messen.